# Boudu flyter förbi
Boudu flyter förbi (franska: Boudu sauvé des eaux) är en fransk komedifilm från 1932 regisserad av Jean Renoir och producerad av Michel Simon. Manuset baserades på pjäsen Boudu sauvé des eaux av René Fauchois som Simon spelat i under 1919.

## Handling
Boudu är en luffare som sörjer över att ha förlorat sin hund. Han bestämmer sig för att begå självmord genom att kasta sig i Seine men räddas av bokhandlaren Édouard Lestingois. Istället för att vara tacksam över att blivit räddad menar dock Boudu att Lestingois har tagit på sig ansvaret för hans välbefinnande och han flyttar i hos denne.
Lestingois försöker göra Boudu till en gentleman men alla hans försök går om intet, Boudu förstör ovärderliga böcker, översvämmar köket, terroriserar madame Lestingois och orsakar kaos överallt.

## Medverkande
| Michel Simon        | – Boudu                |
| Charles Granval     | – Édouard Lestingois   |
| Marcelle Hainia     | – Émma Lestingois      |
| Séverine Lerczinska | – Anne-Marie           |
| Max Dalban          | – Godin                |
| Jean Gehret         | – Vigour               |
| Jacques Becker      | – poeten på parkbänken |
| Jean Dasté          | – studenten            |
| Jane Pierson        | – Rose                 |
| Georges Darnoux     | – en bröllopsgäst      |
| Régine Lutèce       | – kvinnan i parken     |

## Nyinspelningar
På luffen i Beverly Hills, en nyinspelning anpassad för den amerikanska marknaden spelades in 1986 av regissören Paul Mazursky. 2005 gjordes en fransk nyinspelning med titeln Boudu i regi av Gérard Jugnot med Gérard Depardieu i huvudrollen.